# یواس‌اس تاوا (۱۸۶۳)
یواس‌اس تاوا (۱۸۶۳) (به انگلیسی: USS Tawah (1863)) یک کشتی بود که طول آن ۱۱۴ فوت (۳۵ متر) بود.